# Бенке-Молер
Бенке-Молер (фр. Benqué-Molère) — муніципалітет у Франції, у регіоні Окситанія, департамент Верхні Піренеї. Бенке-Молер утворено 1 січня 2017 року шляхом злиття муніципалітетів Бенке i Молер. Адміністративним центром муніципалітету є Бенке. Населення — 136 осіб (01.01.2021).